# Cleto Boldrini
Cleto Boldrini (Camerino, 26 aprile 1923 – Ancona, 18 luglio 1984) è stato un politico, avvocato e partigiano italiano.

## Biografia
Laureato in Giurisprudenza, avvocato. Iscrittosi alla facoltà di Giurisprudenza di Camerino divenne, ben presto attivista della F.U.C.I., ove conobbe Aldo Moro. Partigiano combattente nelle montagne del camerinese dal settembre 1943 al luglio 1944 e successivamente volontario del C.I.L. contro i nazifascisti sul fronte di Ravenna dove rimase ferito.
Nel dopoguerra si iscrive al PCI, con cui viene eletto consigliere provinciale di Ancona dal 1954 al 1969 e consigliere comunale ad Ancona nel 1968. Viene poi eletto senatore nel collegio Jesi-Senigallia (dal 1972 al 1979) nel gruppo parlamentare del Partito Comunista Italiano per due legislature. 
Nel 1980 diventa vicesindaco di Ancona. Ha fatto parte degli organismi dirigenti del Pci della Federazione di Ancona e di quelli regionali dal 1947 in poi. Ha diretto il settimanale “Bandiera Rossa”, organo del Pci di Ancona e “Voce Marchigiana”, organo del Comitato Regionale del Pci.
Muore ad Ancona il 18 luglio 1984 all'età di 61 anni.